# Ертаев, Жомарт Жадыгерович
Жома́рт Жадыге́рович Ерта́ев (род. 28 августа 1972 года, посёлок Фабричный, Джамбулский район, Алма-Атинская область, Казахская ССР) — казахстанский и российский бизнесмен, банкир, финансовый эксперт, общественный деятель и публицист.

## Биография
Происходит из рода сикым племени дулат. Родился в семье преподавателей. В становлении его как личности большую роль сыграла мама. Детство Ертаева прошло в поселке Фабричном (ныне — село Каргалы) Джамбулского района Алма-Атинской области, но затем семья переехала в Алма-Ату, где он и окончил среднюю школу № 120 (ныне — лингвистическая гимназия № 120 имени Мажита Бегалина).
В 1989-м поступил в Алма-Атинский архитектурно-строительный институт, набрав максимальное количество баллов, что давало возможность учиться в одном из московских вузов, однако Ертаев остался на родине. В 1994 году он окончил вуз, получив специальность «инженер-экономист».
Первый трудовой опыт приобрёл еще студентом, но как банкир состоялся, уже устроившись на постоянную работу после института. В настоящее время Жомарт Ертаев возглавляет международный инвестиционный холдинг Alma Group, объединяющий пять крупных телекоммуникационных компаний России и Казахстана. С благодарностью относясь к банковской профессии, бизнесмен считает, что именно в телекоммуникационной области он нашёл своё истинное социальное предназначение.
Известно, что очень большую роль в жизни Жомарта Ертаева играет его семья — жена Нургуль Ертаева. Один из разделов сборника публикаций Ертаева «Мир нашему дому» посвящён семейным ценностям и называется «Люди семейные».

## Профессиональная деятельность
Окончив институт и получив специальность «инженер-экономист», Ертаев начал профессиональную деятельность в финансовой сфере. В 1994—1995 гг. работал финансовым консультантом в Казахском центре делового сотрудничества «Атакент». В 1995-м впервые занял руководящую должность: с 1995 по 1996 годы являлся начальником информационно-аналитического управления ДАБ «Альфа Банк» (г. Алма-Ата), а впоследствии заместителем председателя правления этого банка.
Затем Жомарт Ертаев занимал руководящие посты в ряде компаний:
• В 1996 году — управляющий Центрально-Азиатской финансово-инвестиционной компанией.
• В 1996—1997 годах — заместитель председателя правления ОАО «Семипалатинский Городской Акционерный Банк»
• В 1997—1998 годах — директор алма-атинского филиала ОАО «Семипалатинский Городской Акционерный Банк»
• В 1998—2001 годах — директор филиала в г. Астана ОАО «ИртышБизнесБанк» (в 1999 г. СГАБ объединился с ИББ)
• В 2001 году — исполнительный директор ОАО «ИртышБизнесБанк»
• В 2001—2002 годах — председатель правления ОАО «Сеймар»
• В 2002—2007 годах — председатель правления ОАО «Альянс Банк», как с апреля 2002 г. стал называться «ИртышБизнесБанк».
В одном из интервью журналу Forbes Kazakhstan бизнесмен признался, что стремительная смена руководящих должностей неслучайна, так как ему нравится создавать банки и выводить их в лидеры рынка. Так, за то время, что Жомарт Ертаев руководил «Альянс Банком», тот из разряда региональных финансовых учреждений превратился в один из системообразующих банков Казахстана, по итогам 2006 года войдя в Топ-5 БВУ по размеру активов.
В январе 2007 года решением совета директоров АО «Финансовая корпорация Сеймар Альянс» (SAFC) Ертаев был назначен председателем Правления SAFC. Однако в июне 2007 года уехал в Киев, чтобы стать председателем Правления ОАО «БТА Банк» (до ноября 2006 г. — Украинский кредитно-торговый банк).
В мае 2008 года вернулся в Казахстан и приступил к исполнению обязанностей председателя Правления АО «Евразийский банк», которым руководил до июля 2009 года.
В 2014—2016 годах возглавлял в качестве генерального директора ТОО «Алма-ТВ» (с февраля 2017 г. — АО «АлмаТел Казахстан»), являющееся лидером рынка кабельного телевидения Казахстана и заметным игроком на рынке широкополосной передачи данных.
В сентябре 2016 года стал председателем совета директоров ООО «Алма Групп» и президентом компании.
С мая 2017 года — председатель совета директоров АО «Тройка-Д Банк» (владея при этом 5 % акций банка) и АО «Волго-Окский коммерческий банк».

## Общественная деятельность
Бизнесмен ведет активную общественную деятельность — принимает участие в бизнес-мероприятиях, читает лекции студентам, выступает с гражданскими инициативами.

## Арест, следствие и суд
В августе 2009 Жомарта Ертаева арестовали по подозрению в хищении 1,1 миллиарда долларов вместе с четырьмя другими бывшими руководителями «Альянс Банка». Через некоторое время обвинение было переквалифицировано в «нарушение законодательства о бухгалтерском учёте и финансовой отчетности» и «незаконное использование денежных средств банка». Финансист провёл девять месяцев в следственном изоляторе и был освобожден, оплатив штраф в размере 250 МРП (378 тыс. тенге или 2,6 тыс. долларов по курсу 2009 года). Получил наказание в виде двух лет лишения свободы условно.
Ертаев неоднократно заявлял об отсутствии состава преступления в его действиях и ссылался на фальсификацию данных.
По словам Ертаева, во время девятимесячного ареста он пересмотрел свои взгляды: «У меня была гордыня в суждениях, которая потихоньку перетекла в рефлексию, мне казалось, что у меня есть ответы на все вопросы, „плавали — знаем“, знаю обо всем, и в чем смысл жизни — тоже. И за это я был наказан». Ертаев опубликовал на своей странице в Facebook воспоминания о времени, проведённом в заключении. Впоследствии страница была удалена, но часть размещённых на ней материалов вошла в сборник «Мир нашему дому».

## Повторный арест
8 мая 2018 года Ертаев был задержан в Москве правоохранительными органами РФ по запросу Национального центрального бюро Интерпола МВД РК. В МВД РК так прокомментировали причину задержания: «Он, будучи советником Председателя совета директоров АО „Bank RBK“, пролоббировал получение банковского займа подставным ТОО на сумму более 80 млн долларов США, а также осуществлял действия с целью невозврата заемных средств». Прокуратура настаивала на помещении Ертаева в СИЗО на 40 суток с последующей экстрадицией его в Казахстан. Однако 11 мая Пресненский районный суд г. Москвы отказал прокуратуре в этом требовании, заключив задержанного под домашний арест с контролем перемещения посредством электронного браслета. Сам Ертаев, уже подавший документы на получение гражданства и политического убежища в РФ, считает дело против него не только попыткой рейдерского захвата одной из крупнейших в стране телекоммуникационной компании АО «АлмаТел Казахстан» с брендом «Алма-ТВ», но и политическим преследованием со стороны казахских национал-патриотов: «Они хотят выдавить Россию с телекоммуникационного рынка Казахстана. Если мы сейчас потеряем ТНТ, то следующее поколение казахстанцев будет воспитано на турецких сериалах».
14 мая 2018 года на сайте ООО «Алма Групп» (Россия), почётным президентом которого является Жомарт Ертаев, появилось переданное им через адвоката заявление, тут же растиражированное и прокомментированное многими российскими и казахстанскими СМИ. Комментируя озвученный МВД РК формальный повод для задержания, Ертаев первым делом обратил внимание на то, что в уголовных кодексах России и Казахстана отсутствует такое преступление, как «лоббизм». Далее он коснулся своей роли в Bank RBK («Я никогда не работал в Bank RBK, не значился в штате организации, не получал там зарплату и не был в составе акционеров банка, что легко можно проверить в открытых источниках. Соответственно, я никак не мог влиять на процедуры выдачи кредитов, и я никогда не лоббировал чьи-либо интересы, попросту не имея такой возможности») и снял с себя обвинение, указав на истинного получателя банковского займа на сумму более $80 млн. («Мне доподлинно известно, что упомянутый кредит получала компания, подконтрольная гражданину Республики Казахстан Динмухамеду Идрисову, „Ордабасы Комьюникейшенс“ и в дальнейшем эти деньги были перечислены на его личные счета».
Комментируя сумму в размере около $300 млн, которую требует от него ТОО «Специальная финансовая компания DSFK (ДСФК)», дочерняя структура Bank RBK (Казахстан), Ертаев заявил: «Абсурдность этой суммы свидетельствует о том, что есть лица, заинтересованные в сокрытии реальных фактов о возникновении проблем данного банка. Чтобы скрыть их личную ответственность за совершённые деяния, они пытаются найти такого человека, на которого смогут скинуть все проблемы банка и сделать так, чтобы этот человек не смог доказать свою непричастность, лишив его свободы».
Что касается появившейся в СМИ информации о том, что он якобы находился в розыске в Казахстане и России, и даже в международном розыске — по линии Интерпола, Ертаев сослался на факты, опровергающие каждый из этих пунктов, а именно: беспрепятственное посещение Республики Казахстан летом 2017 года и неоднократные обращения в следственные органы РК с ходатайствами о предоставлении ему информации по его делу (последние из которых датируются февралем 2018 года), а также свободное пересечения границы России во время командировки в Европу 24 марта 2018 года.
Размышляя над истинными причинами задержания («Все вышеизложенные факты указывают на то, что целью моего задержания и дальнейшей экстрадиции в Казахстан является попытка лишения меня свободы для дальнейшего оказания физического и психологического давления») и отдавая должное высокому профессионализму российских органов правопорядка («Их вмешательство не позволило осуществить планы моего незаконного похищения в Казахстан. С особым уважением хочу подчеркнуть, что от момента задержания до помещения под домашний арест всё происходило максимально корректно и с соблюдением законов и норм цивилизованного общества»), Ертаев делает вывод: «Я считаю целесообразным моё нахождение в России до конца разбирательства по этому делу. Именно это сможет обеспечить как безопасность моей жизни, так и установление реальных фактов по озвученному МВД РК делу».
В свою очередь, и в «Ordabasy Group», и в Bank RBK от комментариев воздержались: представитель «Ordabasy Group» ответил, что «…в целях исключения поспешных выводов и домыслов, считаю, что на сегодняшний момент комментирование заявления Жомарта Ертаева является преждевременным», а в Bank RBK сообщили, что не будут комментировать заявление Ертаева до окончания следствия.
27 сентября 2018 года решением Пресненской межрайонной прокуратуры г. Москвы Ертаев был освобождён из-под домашнего ареста. После чего рассказал о своих ближайших планах: «Сейчас я полностью свободен в своих действиях. В Казахстан я точно возвращаться не планирую в силу того, что сохраняются риски, и уголовное дело против меня в Казахстане не прекращено. Во-вторых, я собираюсь заниматься бизнесом, как занимался здесь на территории РФ, уехав из Казахстана 3 года назад».
18 ноября 2018 Жомарта Ертаева повторно задержали в Москве.

Бизнесмена лишили статуса беженца, сообщили в компании «Алма Групп», которой руководит Ертаев.
«Пятнадцатого ноября 2018 года он был снова задержан в Москве и помещен под стражу», — сказали в компании.
Повторно задержали Ертаева по запросу Казахстана.
В июне 2018 года компания «Asset Invest», которой принадлежит 100 % акций Алма ТВ, была признана банкротом.
Ертаев участвовал в хищении около $80 млн, полученных в качестве кредита в АО «Bank RBK», в котором он работал советником председателя совета директоров.
6 января 2020 года Жомарт Ертаев признал вину в суде.

## Публицистика
Жомарт Ертаев регулярно публикуется в казахстанском «Форбсе» и других СМИ, кроме того, в течение двух лет вел блог в социальной сети Facebook. 10 ноября 2013 года Ертаев объявил о закрытии своего аккаунта, так объяснив причину: «Мне нужно развиваться дальше. Больше двух лет для одного увлечения слишком много. Оно либо должно переродиться во что-то другое, большее — например, писательство, либо остаться в прошлом как некий важный опыт, который заключается в том, что я научился лучше слушать, мои оппоненты научили меня выдержке, мои друзья научили меня еще больше любить жизнь».
В 2013 году в алма-атинском издательстве «СаГа» вышел сборник «Мир нашему дому», составленный как из собственных публикаций Ертаева в СМИ и интервью, которые бизнесмен давал журналистам, так и из постов в Facebook. Представляя автора, издатель пишет в аннотации: «Профессионал, интеллектуал, немало повидавший в жизни, в книге он предстает веселым, ироничным, добрым человеком и нежным семьянином».
Как и в общественной деятельности, в СМИ Ертаев-публицист выступает с позиций государственно-частного партнерства и укрепления предпринимательских связей между странами Евразийского экономического союза (ЕАЭС). В его публикациях находится место как для высказываний на злобу дня и мыслей о тенденциях развития экономики, так и для обсуждения глобальных вопросов и жизненной философии, принципов, позволяющих достигнуть гармонии и — как следствие — успеха. В частности, Ертаев пишет, как победить в корпоративных войнах, в чём причина того, что элиты разных стран оказываются под влиянием Запада, почему банкам Казахстана выгодна интеграция с РФ в рамках Евразийского экономического союза. Среди серьезных текстов попадаются и шуточные на вид: например, «О стратегии, привычке, мороженом и эзотерике» — о том, как поход к ларьку с мороженым помог принять верное решение в бизнесе. Из каждого из них вдумчивый читатель может сделать вывод и извлечь урок.